# ویساهیکون (فیلادلفیا)
ویساهیکون (به انگلیسی: Wissahickon) یک منطقهٔ مسکونی در ایالات متحده آمریکا است که در فیلادلفیا واقع شده‌است. ویساهیکون در بخش پایین شمال غربی فیلادلفیا و در مجاورت محله‌های راکسبورو و مانایونک قرار دارد و به پارک دره ویساهیکون، خیابان ریج، خیابان هرمیت و خیابان هنری محدود می‌شود. نام محله از کلمه لناپه ویمکهام مجاری گرفته شده‌است که به معنای «نهار گربه ماهی» است، اشاره‌ای به ماهی‌هایی است که زمانی در نهر ویساهیکون فراوان بودند.